# Fancy Pants
Fancy Pants é um filme estadunidense de 1950, do gênero comédia, dirigido por George Marshall e estrelado por Bob Hope e Lucille Ball. Esta é a quarta versão cinematográfica do best-seller Ruggles of Red Gap, de Harry Leon Wilson (as anteriores são de 1918, 1923 e 1935. A melhor é esta última, com Charles Laughton no papel do mordomo que finge ser um nobre ao ser levado para o Velho Oeste).
Nos créditos iniciais, Hope é apresentado como "Mr. Robert Hope (ex-Bob)". A última sequência deveria mostrar a dupla central sendo resgatada por Roy Rogers, mas foi abandonada antes mesmo de ser filmada, o que resultou em um final visto como abrupto e fraco.

## Sinopse
Estamos em 1905. Humphrey, um ator norteamericano de quinta categoria em ação na Inglaterra, encontra Effie Floud, uma nova rica que acredita ser ele um nobre de verdade, o conde Arthur Tyler. Effie leva-o para sua fazenda em Big Squaw, no Novo México, com o fim de refinar as maneiras do marido Mike e da filha Agatha. Todos acreditam que Humphrey/Arthur é mesmo um nobre e até o presidente Roosevelt vai conhecê-lo e fica convencido. Mas o falso conde não consegue levar o engodo até o fim.

## Elenco
| Ator/Atriz      | Personagem            |
| --------------- | --------------------- |
| Bob Hope        | Humphrey/Arthur       |
| Lucille Ball    | Agatha Floud          |
| Bruce Cabot     | Cart Belknap          |
| Jack Kirkwood   | Mike Floud            |
| Lea Penman      | Effie Floud           |
| Hugh French     | George Van Basingwell |
| Eric Blore      | Sir Wimbley           |
| Joseph Vitale   | Wampum                |
| John Alexander  | Teddy Roosevelt       |
| Norma Varden    | Lady Maude            |
| Virginia Keiley | Rosalind              |